# Josh Cullen
Joshua Jon Cullen – meglio noto come Josh – (Southend-on-Sea, 7 aprile 1996) è un calciatore inglese naturalizzato irlandese, centrocampista del Burnley e della nazionale irlandese.

## Carriera

### Club
Esordisce tra i professionisti il 2 luglio 2015 in occasione della partita - valida per il primo turno preliminare di UEFA Europa League - disputata tra West Ham e Lusitanos (vinta 3-0 dagli Hammers), subentrando al 60' al posto di Joey O'Brien. Il 29 agosto esordisce in Premier League nella trasferta vinta 3-0 contro il Liverpool, sostituendo Diafra Sakho a pochi istanti dal termine.

### Nazionale
Pur avendo già giocato in precedenza con l'Under-16 inglese, nel 2014 decide di rappresentare la selezione irlandese.

## Statistiche

### Presenze e reti nei club
Statistiche aggiornate al 10 novembre 2024.
| Stagione             | Squadra              | Campionato           | Campionato | Campionato | Coppe nazionali | Coppe nazionali | Coppe nazionali | Coppe continentali | Coppe continentali | Coppe continentali | Altre coppe | Altre coppe | Altre coppe | Totale | Totale |
| Stagione             | Squadra              | Comp                 | Pres       | Reti       | Comp            | Pres            | Reti            | Comp               | Pres               | Reti               | Comp        | Pres        | Reti        | Pres   | Reti   |
| -------------------- | -------------------- | -------------------- | ---------- | ---------- | --------------- | --------------- | --------------- | ------------------ | ------------------ | ------------------ | ----------- | ----------- | ----------- | ------ | ------ |
| 2015-feb. 2016       | West Ham Utd         | PL                   | 1          | 0          | FACup+CdL       | 0               | 0               | UEL                | 3                  | 0                  | -           | -           | -           | 4      | 0      |
| feb.-giu. 2016       | Bradford City        | FL1                  | 15+2       | 0          | FACup+CdL       | -               | -               | -                  | -                  | -                  | FLT         | -           | -           | 17     | 0      |
| 2016-2017            | Bradford City        | FL1                  | 40+3       | 1          | FACup+CdL       | 0               | 0               | -                  | -                  | -                  | FLT         | 3           | 0           | 46     | 1      |
| Totale Bradford City | Totale Bradford City | Totale Bradford City | 55+5       | 1          |                 | 0               | 0               |                    | -                  | -                  |             | 3           | 0           | 63     | 1      |
| 2017-gen. 2018       | Bolton               | FLC                  | 12         | 0          | FACup+CdL       | 0               | 0               | -                  | -                  | -                  | -           | -           | -           | 12     | 0      |
| gen.-giu. 2018       | West Ham Utd         | PL                   | 2          | 0          | FACup+CdL       | 3+0             | 0               | -                  | -                  | -                  | -           | -           | -           | 5      | 0      |
| 2018-2019            | Charlton             | FL1                  | 29+3       | 1          | FACup+CdL       | 0               | 0               | -                  | -                  | -                  | FLT         | 0           | 0           | 32     | 1      |
| 2019-2020            | Charlton             | FLC                  | 34         | 1          | FACup+CdL       | 0               | 0               | -                  | -                  | -                  | -           | -           | -           | 34     | 1      |
| Totale Charlton      | Totale Charlton      | Totale Charlton      | 63+3       | 2          |                 | 0               | 0               |                    | -                  | -                  |             | 0           | 0           | 66     | 2      |
| set.-ott. 2020       | West Ham Utd         | PL                   | 0          | 0          | FACup+CdL       | 0+1             | 0               | -                  | -                  | -                  | -           | -           | -           | 1      | 0      |
| Totale West Ham      | Totale West Ham      | Totale West Ham      | 3          | 0          |                 | 4               | 0               |                    | 3                  | 0                  |             | -           | -           | 10     | 0      |
| ott. 2020-2021       | Anderlecht           | D1                   | 21+6       | 0          | CB              | 3               | 0               | -                  | -                  | -                  | -           | -           | -           | 30     | 0      |
| 2021-2022            | Anderlecht           | D1                   | 34+6       | 0+1        | CB              | 6               | 0               | UECL               | 4                  | 0                  | -           | -           | -           | 50     | 1      |
| Totale Anderlecht    | Totale Anderlecht    | Totale Anderlecht    | 67         | 1          |                 | 9               | 0               |                    | 4                  | 0                  |             | -           | -           | 80     | 1      |
| 2022-2023            | Burnley              | FLC                  | 43         | 1          | FACup+CdL       | 5+2             | 0               | -                  | -                  | -                  | -           | -           | -           | 50     | 1      |
| 2023-2024            | Burnley              | PL                   | 25         | 2          | FACup+CdL       | 1+2             | 0               | -                  | -                  | -                  | -           | -           | -           | 28     | 2      |
| 2024-2025            | Burnley              | FLC                  | 13         | 0          | FACup+CdL       | -               | -               | -                  | -                  | -                  | -           | -           | -           | 13     | 0      |
| Totale Burnley       | Totale Burnley       | Totale Burnley       | 81         | 3          |                 | 10              | 0               |                    | -                  | -                  |             | -           | -           | 91     | 3      |
| Totale carriera      | Totale carriera      | Totale carriera      | 289        | 7          |                 | 23              | 0               |                    | 7                  | 0                  |             | 3           | 0           | 322    | 7      |

### Cronologia presenze e reti in nazionale
| Cronologia completa delle presenze e delle reti in nazionale ― Irlanda | Cronologia completa delle presenze e delle reti in nazionale ― Irlanda | Cronologia completa delle presenze e delle reti in nazionale ― Irlanda | Cronologia completa delle presenze e delle reti in nazionale ― Irlanda | Cronologia completa delle presenze e delle reti in nazionale ― Irlanda | Cronologia completa delle presenze e delle reti in nazionale ― Irlanda | Cronologia completa delle presenze e delle reti in nazionale ― Irlanda | Cronologia completa delle presenze e delle reti in nazionale ― Irlanda |
| Data                                                                   | Città                                                                  | In casa                                                                | Risultato                                                              | Ospiti                                                                 | Competizione                                                           | Reti                                                                   | Note                                                                   |
| ---------------------------------------------------------------------- | ---------------------------------------------------------------------- | ---------------------------------------------------------------------- | ---------------------------------------------------------------------- | ---------------------------------------------------------------------- | ---------------------------------------------------------------------- | ---------------------------------------------------------------------- | ---------------------------------------------------------------------- |
| 10-9-2019                                                              | Dublino                                                                | Irlanda                                                                | 3 – 1                                                                  | Bulgaria                                                               | Amichevole                                                             | -                                                                      |                                                                        |
| 14-11-2019                                                             | Dublino                                                                | Irlanda                                                                | 3 – 1                                                                  | Nuova Zelanda                                                          | Amichevole                                                             | -                                                                      |                                                                        |
| 11-10-2020                                                             | Dublino                                                                | Irlanda                                                                | 0 – 0                                                                  | Galles                                                                 | UEFA Nations League 2020-2021 - 1º turno                               | -                                                                      | 90’                                                                    |
| 18-11-2020                                                             | Dublino                                                                | Irlanda                                                                | 0 – 0                                                                  | Bulgaria                                                               | UEFA Nations League 2020-2021 - 1º turno                               | -                                                                      | 67’                                                                    |
| 24-3-2021                                                              | Belgrado                                                               | Serbia                                                                 | 3 – 2                                                                  | Irlanda                                                                | Qual. Mondiali 2022                                                    | -                                                                      |                                                                        |
| 27-3-2021                                                              | Dublino                                                                | Irlanda                                                                | 0 – 1                                                                  | Lussemburgo                                                            | Qual. Mondiali 2022                                                    | -                                                                      | 80’ 88’                                                                |
| 30-3-2021                                                              | Debrecen                                                               | Qatar                                                                  | 1 – 1                                                                  | Irlanda                                                                | Amichevole                                                             | -                                                                      | 84’                                                                    |
| 3-6-2021                                                               | Andorra la Vella                                                       | Andorra                                                                | 1 – 4                                                                  | Irlanda                                                                | Amichevole                                                             | -                                                                      |                                                                        |
| 8-6-2021                                                               | Budapest                                                               | Ungheria                                                               | 0 – 0                                                                  | Irlanda                                                                | Amichevole                                                             | -                                                                      |                                                                        |
| 1-9-2021                                                               | Faro                                                                   | Portogallo                                                             | 2 – 1                                                                  | Irlanda                                                                | Qual. Mondiali 2022                                                    | -                                                                      |                                                                        |
| 4-9-2021                                                               | Dublino                                                                | Irlanda                                                                | 1 – 1                                                                  | Azerbaigian                                                            | Qual. Mondiali 2022                                                    | -                                                                      | 87’                                                                    |
| 7-9-2021                                                               | Dublino                                                                | Irlanda                                                                | 1 – 1                                                                  | Serbia                                                                 | Qual. Mondiali 2022                                                    | -                                                                      | 66’                                                                    |
| 9-10-2021                                                              | Baku                                                                   | Azerbaigian                                                            | 0 – 3                                                                  | Irlanda                                                                | Qual. Mondiali 2022                                                    | -                                                                      | 90+3’                                                                  |
| 11-11-2021                                                             | Dublino                                                                | Irlanda                                                                | 0 – 0                                                                  | Portogallo                                                             | Qual. Mondiali 2022                                                    | -                                                                      |                                                                        |
| 14-11-2021                                                             | Lussemburgo                                                            | Lussemburgo                                                            | 0 – 3                                                                  | Irlanda                                                                | Qual. Mondiali 2022                                                    | -                                                                      | 47’ 90’                                                                |
| 26-3-2022                                                              | Dublino                                                                | Irlanda                                                                | 2 – 2                                                                  | Belgio                                                                 | Amichevole                                                             | -                                                                      |                                                                        |
| 4-6-2022                                                               | Erevan                                                                 | Armenia                                                                | 1 – 0                                                                  | Irlanda                                                                | UEFA Nations League 2022-2023 - 1º turno                               | -                                                                      | 81’                                                                    |
| 8-6-2022                                                               | Dublino                                                                | Irlanda                                                                | 0 – 1                                                                  | Ucraina                                                                | UEFA Nations League 2022-2023 - 1º turno                               | -                                                                      | 54’                                                                    |
| 11-6-2022                                                              | Dublino                                                                | Irlanda                                                                | 3 – 0                                                                  | Scozia                                                                 | UEFA Nations League 2022-2023 - 1º turno                               | -                                                                      |                                                                        |
| 14-6-2022                                                              | Łódź                                                                   | Ucraina                                                                | 1 – 1                                                                  | Irlanda                                                                | UEFA Nations League 2022-2023 - 1º turno                               | -                                                                      |                                                                        |
| 24-9-2022                                                              | Glasgow                                                                | Scozia                                                                 | 2 – 1                                                                  | Irlanda                                                                | UEFA Nations League 2022-2023 - 1º turno                               | -                                                                      | 45’                                                                    |
| 17-11-2022                                                             | Dublino                                                                | Irlanda                                                                | 1 – 2                                                                  | Norvegia                                                               | Amichevole                                                             | -                                                                      |                                                                        |
| 20-11-2022                                                             | Ta' Qali                                                               | Malta                                                                  | 0 – 1                                                                  | Irlanda                                                                | Amichevole                                                             | -                                                                      |                                                                        |
| 27-3-2023                                                              | Dublino                                                                | Irlanda                                                                | 0 – 1                                                                  | Francia                                                                | Qual. Euro 2024                                                        | -                                                                      |                                                                        |
| 16-6-2023                                                              | Atene                                                                  | Grecia                                                                 | 2 – 1                                                                  | Irlanda                                                                | Qual. Euro 2024                                                        | -                                                                      |                                                                        |
| 19-6-2023                                                              | Dublino                                                                | Irlanda                                                                | 3 – 0                                                                  | Gibilterra                                                             | Qual. Euro 2024                                                        | -                                                                      |                                                                        |
| 7-9-2023                                                               | Parigi                                                                 | Francia                                                                | 2 – 0                                                                  | Irlanda                                                                | Qual. Euro 2024                                                        | -                                                                      | 47’                                                                    |
| 10-9-2023                                                              | Dublino                                                                | Irlanda                                                                | 1 – 2                                                                  | Paesi Bassi                                                            | Qual. Euro 2024                                                        | -                                                                      |                                                                        |
| 13-10-2023                                                             | Dublino                                                                | Irlanda                                                                | 0 – 2                                                                  | Grecia                                                                 | Qual. Euro 2024                                                        | -                                                                      |                                                                        |
| 16-10-2023                                                             | Faro                                                                   | Gibilterra                                                             | 0 – 4                                                                  | Irlanda                                                                | Qual. Euro 2024                                                        | -                                                                      | 74’                                                                    |
| 18-11-2023                                                             | Amsterdam                                                              | Paesi Bassi                                                            | 1 – 0                                                                  | Irlanda                                                                | Qual. Euro 2024                                                        | -                                                                      |                                                                        |
| 21-11-2023                                                             | Dublino                                                                | Irlanda                                                                | 1 – 1                                                                  | Nuova Zelanda                                                          | Amichevole                                                             | -                                                                      | 54’                                                                    |
| 23-3-2024                                                              | Dublino                                                                | Irlanda                                                                | 0 – 0                                                                  | Belgio                                                                 | Amichevole                                                             | -                                                                      |                                                                        |
| 26-3-2024                                                              | Dublino                                                                | Irlanda                                                                | 0 – 1                                                                  | Svizzera                                                               | Amichevole                                                             | -                                                                      | 87’                                                                    |
| 4-6-2024                                                               | Dublino                                                                | Irlanda                                                                | 2 – 1                                                                  | Ungheria                                                               | Amichevole                                                             | -                                                                      | 79’                                                                    |
| 11-6-2024                                                              | Aveiro                                                                 | Portogallo                                                             | 3 – 0                                                                  | Irlanda                                                                | Amichevole                                                             | -                                                                      |                                                                        |
| 10-10-2024                                                             | Helsinki                                                               | Finlandia                                                              | 1 – 2                                                                  | Irlanda                                                                | UEFA Nations League 2024-2025 - 1º turno                               | -                                                                      |                                                                        |
| 13-10-2024                                                             | Atene                                                                  | Grecia                                                                 | 2 – 0                                                                  | Irlanda                                                                | UEFA Nations League 2024-2025 - 1º turno                               | -                                                                      |                                                                        |
| 14-11-2024                                                             | Dublino                                                                | Irlanda                                                                | 1 – 0                                                                  | Finlandia                                                              | UEFA Nations League 2024-2025 - 1º turno                               | -                                                                      |                                                                        |
| 17-11-2024                                                             | Londra                                                                 | Inghilterra                                                            | 5 – 0                                                                  | Irlanda                                                                | UEFA Nations League 2024-2025 - 1º turno                               | -                                                                      | 77’                                                                    |
| 20-3-2025                                                              | Plovdiv                                                                | Bulgaria                                                               | 1 – 2                                                                  | Irlanda                                                                | UEFA Nations League 2024-2025 - Play-off                               | -                                                                      |                                                                        |
| 23-3-2025                                                              | Dublino                                                                | Irlanda                                                                | 2 – 1                                                                  | Bulgaria                                                               | UEFA Nations League 2024-2025 - Play-off                               | -                                                                      |                                                                        |
| Totale                                                                 |                                                                        | Presenze                                                               | 42                                                                     |                                                                        | Reti                                                                   | 0                                                                      |                                                                        |

## Palmarès

### Club

#### Competizioni nazionali
- Campionato inglese di seconda divisione: 1

Burnley: 2022-2023